# Évariste Ndayishimiye
Tướng Évariste Ndayishimiye (sinh năm 1968) là một chính trị gia người Burundi, người đã giữ chức Tổng thống Burundi kể từ ngày 18 tháng 6 năm 2020. Ông tham gia vào Hội đồng quốc gia nổi dậy Bảo vệ nền dân chủ - Lực lượng bảo vệ nền dân chủ (Conseil National Pour la Défense de la Démocratie - Lực lượng đổ la Défense de la Démocratie, CNDD – FDD) trong Nội chiến Burundi và tăng lên trong hàng ngũ dân quân của nó. Khi xung đột kết thúc, ông gia nhập Quân đội Burundi và nắm giữ một số văn phòng chính trị dưới sự bảo trợ của Tổng thống Pierre Nkurunziza. Nkurunziza đã xác nhận Ndayishimiye là người kế nhiệm của mình trước cuộc bầu cử năm 2020 mà anh ấy đã thắng với đa số